# Geoff Britton
Pour les articles homonymes, voir Britton.
Geoff Britton (né Geoffrey Britton le 1er août 1943, à Lewisham, Sud Est de Londres) est un batteur de rock connu pour son travail avec les Wings de Paul McCartney de 1974 à 1975. Il apparaît sur l'album Venus and Mars.

## Biographie
Britton est d'abord l'un des membres originaux du groupe de rock progressif East of Eden formé à Bristol en 1967. Il y reste quelques années et fait plusieurs albums, mais le groupe n'obtient qu'un succès modeste.
Recruté au sein des Wings en 1973 par Paul McCartney, il ne participe qu'au simple Juniors Farm et à deux titres du LP Venus and Mars. Adepte d'une vie sportive et exempte de toute substance nocive, il ne s'entend avec aucun membre du groupe. Il est très vite congédié et remplacé par Joe English. 
Après avoir quitté les Wings en 1975, Britton est membre du groupe de Manfred Mann de 1978 à 1979, en jouant sur l'album Angel Station. En 1977, il est membre du « supergroupe » Rough Diamond, avec David Byron (ex-Uriah Heep) au chant et Clem Clempson (ex-Humble Pie) à la guitare. Le groupe enregistre un album éponyme dans les studios Roundhouse de Londres. Dans les années 1980, il rejoint le groupe « power pop » The Keys, dont un album a été produit par Joe Jackson.
En 1989, il déménage en Espagne et joue dans le groupe The Rockets. De 1999 à 2004 il joue avec Black Diamond. En 2008, il joue avec The Brink Band.
Il est ceinture noire de karaté.

## Liens
- Ressources relatives à la musique :   - AllMusic
  - Discogs
  - MusicBrainz
  - Rate Your Music
- Ressource relative à l'audiovisuel :   - IMDb
- Notices d'autorité :   - VIAF
  - GND
- http://www.silversprings.me.uk/NWKC/Geoff%20Britton.htm